# Миа Даймънд
Миа Даймънд (на английски: Mya Diamond) е артистичен псевдоним на унгарската порнографска актриса Юлия Корокнаи (на унгарски: Koroknay Júlia), родена на 11 април 1981 г. в град Марцали, област Шомод, Унгария.
През 2008 г. Миа Даймънд участва в еротичното изложение „Ерос шоу“ в София, България.

## Награди и номинации
Носителка на награди
- 2005: Унгарски порнооскар за най-добра порноактриса.[7]
- 2006: Награда на Международния еротичен филмов фестивал в Барселона за най-добра актриса.[8]
- 2011: Унгарски порнооскар за най-добро стриптийз шоу.[9]
- 2011: Унгарски порнооскар за най-добро еротично шоу.[10]

Номинации за награди
- 2005: Номинация за награда на Международния еротичен филмов фестивал в Барселона за най-добра актриса.
- 2007: Номинация за AVN награда за жена чуждестранен изпълнител на годината.[11]
- 2007: Номинация за AVN награда за най-добра секс сцена в чуждестранна продукция.[11]
- 2007: Номинация за AVN награда за най-добра групова секс сцена (филм).[11]